# Трінчер Анна Леонідівна
А́нна Леоні́дівна Трінчер (нар. 3 серпня 2001, Київ) — українська акторка та співачка. Представниця України на «Дитячому Євробаченні 2015» у Софії, Болгарія. Учасниця другого сезону «Голос. Діти» та суперфіналістка восьмого сезону «Голос країни», акторка українського серіалу «Школа».

## Біографія
Народилася 3 серпня 2001 року в Києві.
У 6 років почала співати в хорі. Потім 2 роки в музичній школі вчилася грати на бандурі. В 9 років розпочала сольну кар'єру.

## Музична діяльність
У 2014 році брала участь в національному відборі на «Дитяче Євробачення 2014» з піснею «Небо знає», але тоді перше місце посів гурт «Sympho-Nick».
У 2015 році стала учасницею другого сезону телепроєкту «Голос. Діти».
В 2015 році, після перемоги в Національному відборі, представляла Україну на Дитячій «Новій Хвилі», де посіла п'яте місце.
У 2015 році знову подала заяву на участь у «Дитячому Євробаченні». Врешті 22 серпня здобула перемогу у фіналі відбору з піснею «Почни з себе». Таким чином здобула право представляти Україну на «Дитячому Євробаченні 2015». Фінал конкурсу відбувся 21 листопада в Софії, де Анна була 12-ю з початку і в результаті виступу виборола одинадцяте місце.
Посіла третє місце на ХІІІ Міжнародному Фестивалі Мов та Культур (англ. The International Festival of Language and Culture), який відбувся в травні 2015 року в Бухаресті.

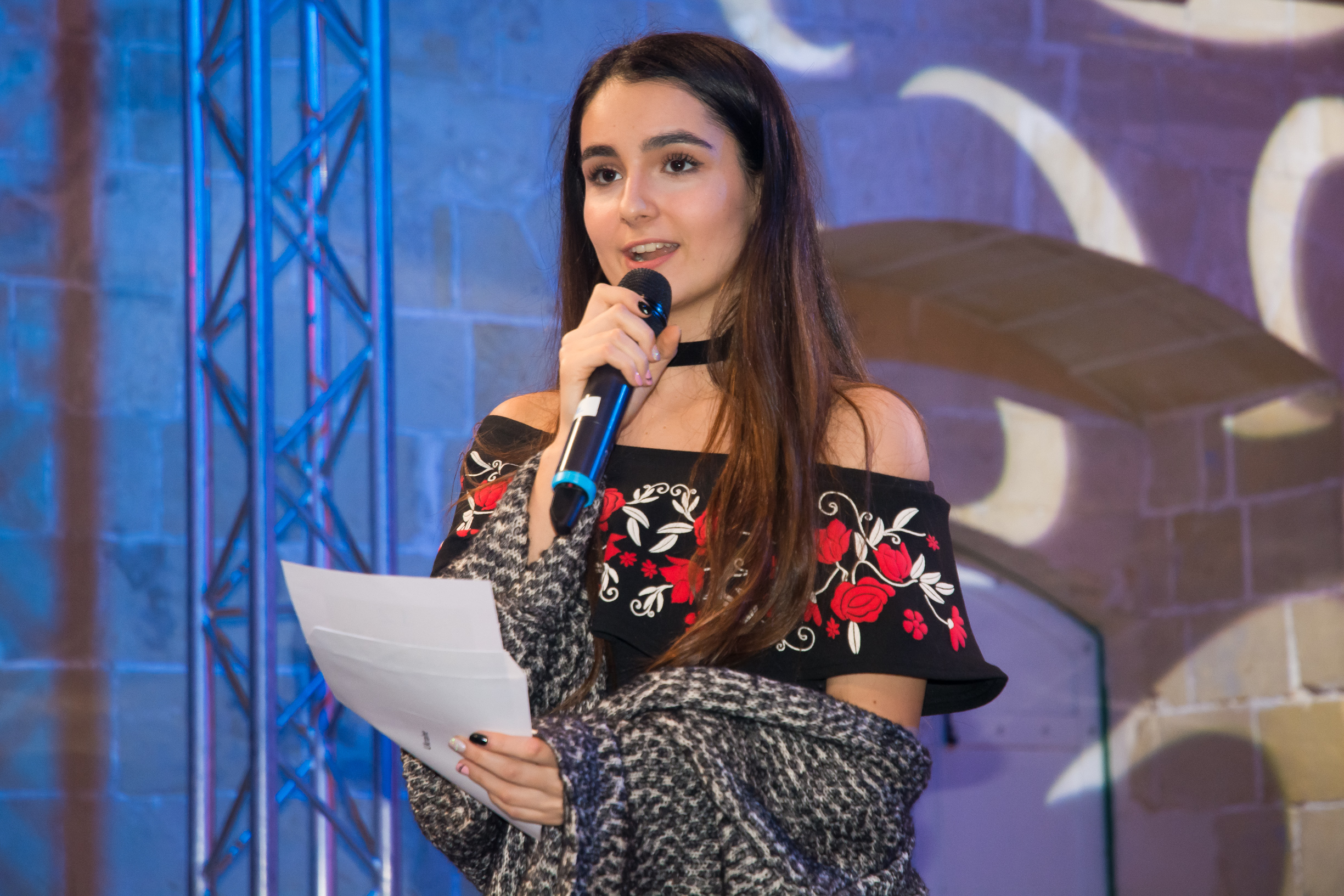
Репетиція «Дитячого Євробачення 2016»

16 лютого 2016 року відбулася прем'єра її кліпу на пісню «Почни з себе».
У червні 2016 року стала лауреаткою премії мера Києва «За особливі досягнення молоді в розбудові столиці України». 20 листопада того ж року взяла участь в «Дитячому Євробаченні 2016» як оповісниця, оголошуючи результати голосування українського журі.
На початку березня 2017 року у Дніпрі відбувся вокально-хореографічний фестиваль «Планета натхнення» у якому Трінчер здобула гран-прі у розмірі 5-ти тисяч гривень.
У 2018 році Трінчер взяла участь у восьмому сезоні «Голос країни». На сліпих прослуховуваннях виконала пісню Джамали «Злива». Попри те, що до неї повернулися крісла всіх чотирьох тренерів, вибрала саме команду Джамали. Під час вокальних боїв разом з Софією Кістругою виконали пісню Dua Lipa «Blow Your Mind», до наступного етапу Джамала вибрала Трінчер. Виконавши у нокаутах пісню «TDME» українського гурту «Антитіла», вона пройшла в етап прямих етерів. У чвертьфіналі виконала хіт Брітні Спірс «Oops! … I Did It Again». За результатами глядацького голосування пройшла в півфінал. У півфіналі 22 квітня заспівала «Не питай мене» Лілії Сандулесу. За сумою балів від аудиторії та наставниці значно обійшла іншу півфіналістку з команди Джамали — Христину Храмову. У фіналі 29 квітня Трінчер сольно виконала «Candyman» Крістіни Агілери. За результатами голосування увійшла в трійку суперфіналісток. У наступному раунді дуетом з наставницею заспівала пісню Бейонсе «Crazy in Love». В кінцевий етап суперфіналу не потрапила — її обійшли Андрій Рібарчук та Олена Луценко. Таким чином, посіла третє місце у восьмому сезоні «Голосу країни».
15 вересня у Київському торговому центрі «Globus» презентувала пісню «Love Story», яка напередодні звучала наприкінці п'ятнадцятої серії другого сезону серіалу «Школа. Недитячі ігри».

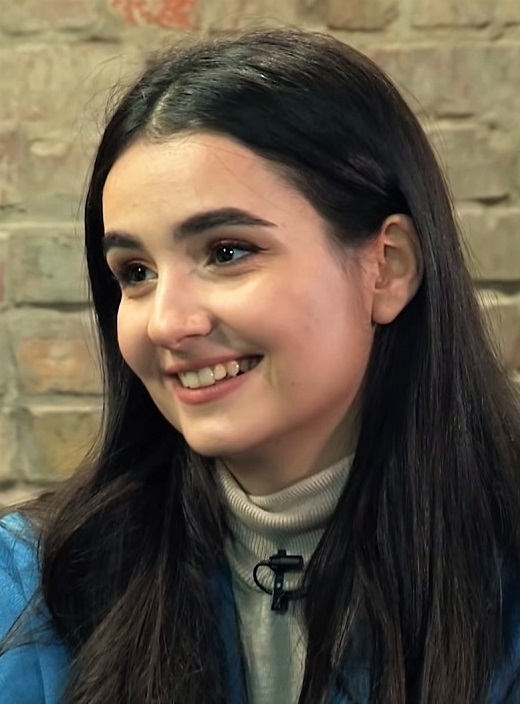
Трінчер на «Стремянка Шоу» у 2020 році

4 березня 2019 року Анна Трінчер презентувала музичне відео на саундтрек «#Школа» до однойменного серіалу, у зйомках відео брали участь головні актори серіалу, зокрема Богдан Осадчук, Ірина Кудашова, Микита Вакулюк та Яніна Андреєва.
В вересні 2023 року Анна Трінчер представила нову пісню «Очі», яка стала популярною ще задовго до прем'єри. Користувачі соціальної мережі ТikТok зняли понад 30 тисяч роликів під цей звук.

## Акторська діяльність
Навесні 2015 року вийшов на екрани американський музичний фільм «Енні», у якому Трінчер була однією з акторок дубляжу тексту та пісень, а також озвучила героїню в американській комедії «Крампус: викрадач Різдва».
У серпні 2016 року пройшла акторські курси філії New York Film Academy в Лос-Анжелесі. Щоб отримати диплом, знялася в кількох пробних короткометражках.
У вересні того ж року, щоб закріпити диплом, Трінчер знялася в головній ролі одного з епізодів «Реальної Містики» на ТРК «Україна».

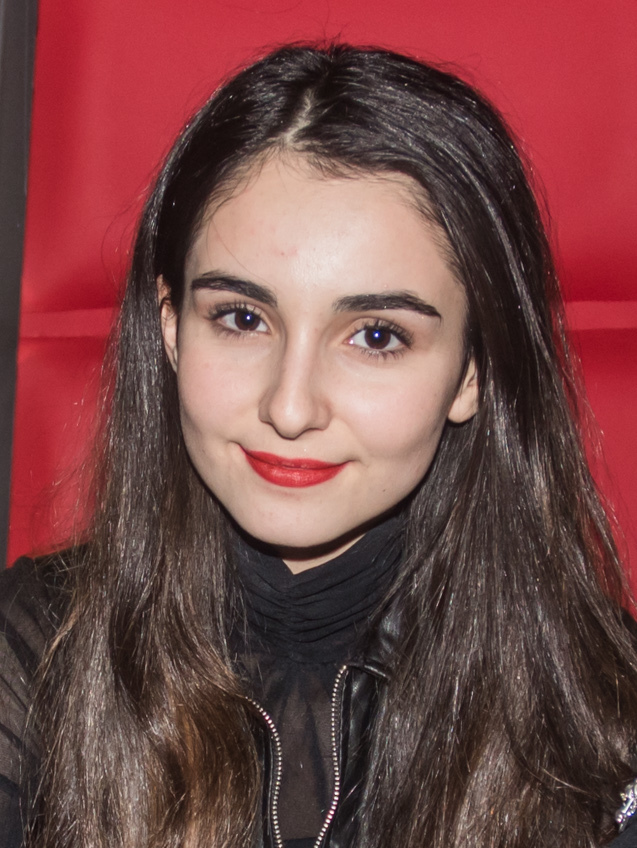
Фінал IV сезону «Голосу. Діти», 2017

У квітні 2017 року Трінчер пройшла кастинг на роль Нати в серіалі «Школа» телеканалу «1+1», знімання якого пройшли в Київській школі № 106 з 1 серпня по 4 листопада 2017 року. Завдяки серіалу акторка здобула ще більшу популярність: кількість підписників в Інстаграм зросла в десятки разів, її стали частіше впізнавати на вулиці.
Влітку 2018 року Трінчер повернулася до ролі школярки Нати у другому сезоні серіалу «Школа. Недитячі ігри», а вже восени розпочала навчання у Київському університеті культури на акторку театру та кіно.
У грудні вийшов американський анімаційний фільм «Людина-павук: Навколо всесвіту», в якому Трінчер озвучила пілотесу Робота-павука, Пенні Паркер. Того ж місяця на телеканалі СТБ відбулася прем'єра телефільму «Новорічний янгол» (рос. Новогодний ангел), де вона зіграла підлітку Ксенію.

## Особисте життя
Влітку 2017 року познайомилася з актором Богданом Осадчуком на зйомках телесеріалу «Школа». Почала зустрічатися з ним у 2018-му, а в 2020 на YouTube-каналі розповіла про розрив.
У червні 2020 року познайомилася з Олександром Волошиним, весною 2021 почала стосунки. 22 жовтня 2021 року Волошин запропонував Трінчер одружитися. 24 вересня 2022 року вона одружилася. В грудні 2023 року оголосила про розлучення.

## Дискографія

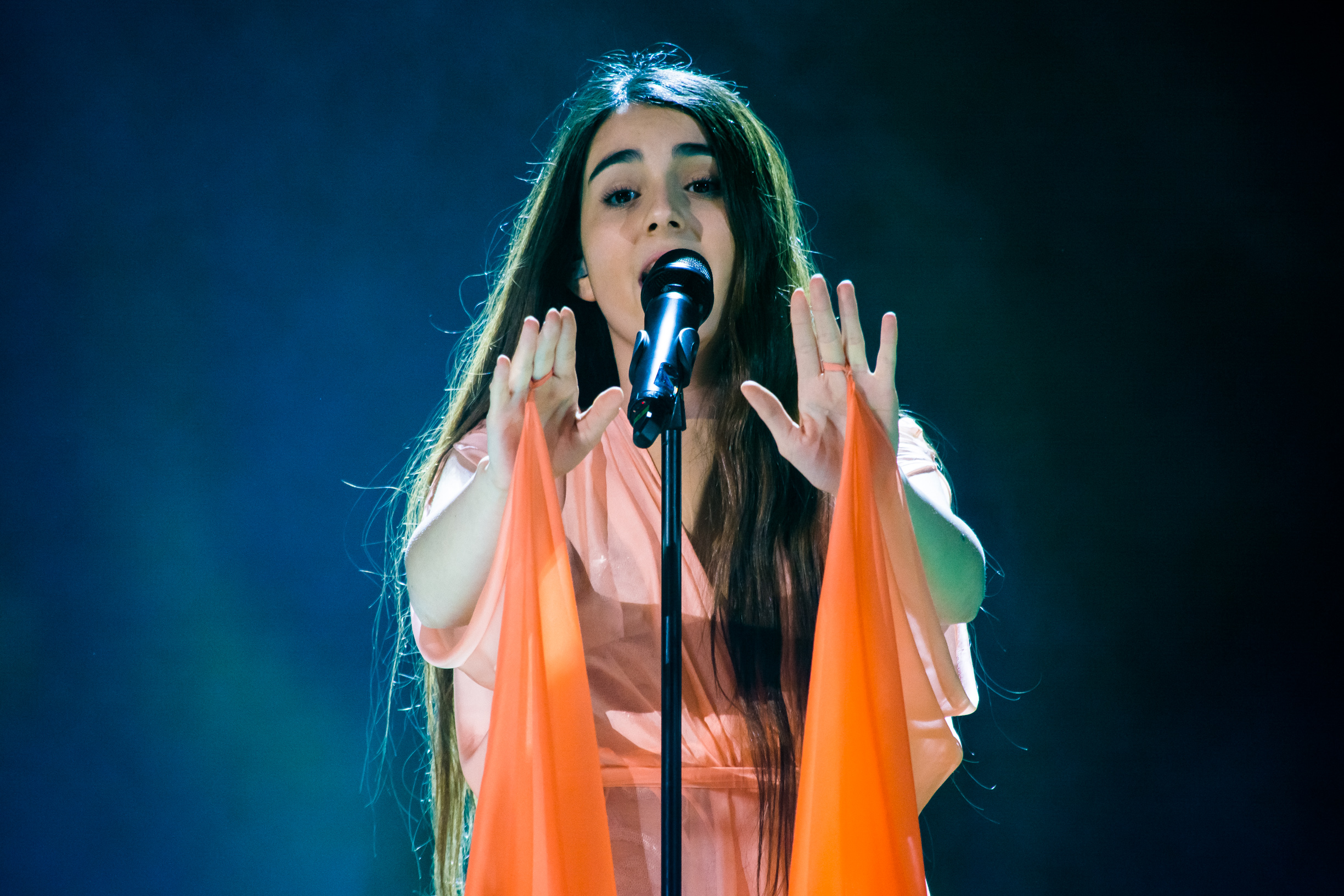
Анна Трінчер у 2015 році

### Сингли
- «Небо знає» (2014)
- «Почни з себе» (2016)
- «Не бойся» (2016)
- «Light Up The Sky» (2016)
- «Want To Ask» (2016)
- «Love» (2017)
- «SOS» (2017)
- «Живи» (2018)
- «#ауЛюбвиНетуВозраста» (2018)
- «Love Story» (2018)
- «#РЖНМГ» (2018)
- «Если не спать» (2019)
- «#Школа» (2019)
- «Короче, понятно» (2019)
- «Ошибки» (2019)
- «Stop, Baby» (2020)
- «Малиновые волосы» (2020)
- «Метелики» (2020)

- «По губам» (2021)
- «Бла бла бла» (2021)
- «Лише тебе» (2021)
- «Плакса» (feat. Jerry Heil) (2021)
- «Не залишай» (2022)
- «Разом до перемоги» (feat. Дорофєєва, Ольга Полякова, Jerry Heil, Tayanna, Khayat) (2022)
- «Ти робив мені каву» (feat. Mountain Breeze) (2022)
- «Рідна Мати Моя» (2022)
- «Лише ти і я» (2022)
- «Зай» (2022)
- «шлях до перемоги» з positiff та Оля Полякова (2023)

## Відеографія
| Рік  | Назва                | Режисер/режисерка                    | Дж.    |
| ---- | -------------------- | ------------------------------------ | ------ |
| 2014 | «Небо знає»          | Максим Зубченко                      |        |
| 2016 | «Почни з себе»       | Володимир Шпак                       |        |
| 2016 | «Не бойся»           | Максим Зубченко                      |        |
| 2016 | «Want to ask»        | Максим Зубченко                      |        |
| 2017 | «SOS»                | Максим Зубченко                      |        |
| 2017 | «Light Up the Sky»   | Дар'я Литвиненко                     |        |
| 2017 | «Love»               | Анастасія Ігнатова Євгенія Задворна  |        |
| 2018 | «Живи»               | Максим Зубченко                      | [ 33 ] |
| 2018 | «Love Story»         | Дмитро Мухін                         | [ 34 ] |
| 2019 | «Если не спать»      | Олександр Фауст                      | [ 35 ] |
| 2019 | «#Школа»             | Максим Басист                        | [ 20 ] |
| 2019 | «Короче, понятно»    | Анастасія Ігнатова Євгенія Задворна  | [ 36 ] |
| 2020 | «Ошибки»             |                                      |        |
| 2020 | «Метелики»           | Анастасія Панконіна Євгенія Задворна |        |
| 2021 | «По губам»           | Герман Ненов                         |        |
| 2021 | «Лише тебе»          | Аня Бод                              |        |
| 2022 | «Не залишай»         | Олексій Бондар                       |        |
| 2022 | «Ти робив мені каву» | Валерія Фадєєва Катерина Дема        |        |
| 2022 | «Рідна Мати Моя»     | Роман Данилюк                        |        |

## Фільмографія

### Телебачення
| Рік         | Назва                          | Роль          | Примітка          | Дж.    |
| ----------- | ------------------------------ | ------------- | ----------------- | ------ |
| 2017        | Реальна містика (рос.)         | Сабіна        | Епізод: «Хатинка» | [ 37 ] |
| 2018        | Людина-павук: Навколо всесвіту | Озвучка       |                   |        |
| 2018 — 2019 | Школа                          | Ната          | Головна роль      | [ 24 ] |
| 2018        | Новорічний янгол (рос.)        | Ксенія        | Телефільм         | [ 28 ] |
| 2019        | Королі палат (рос.)            | Грає себе     | 9-та серія        | [ 38 ] |
| 2019        | Київська зірка                 | Ліза          | Головна роль      | [ 39 ] |
| 2020        | Тінь зірки                     |               | Епізод            |        |
| 2020        | Проти течії (рос.)             |               | Епізод            |        |
| 2021        | Сусідка                        |               |                   |        |
| 2021        | Моя улюблена Страшко (рос.)    |               | Епізод            |        |
| 2021        | Скажене весілля-3              | Циганка       |                   |        |
| 2022        | Любов та блогери               |               | Головна роль      |        |
| 2024        | Ворон                          | Шеллі Вебстер | Озвучення         | [ 40 ] |